# Acco Brands
ACCO Brands Corporation, (NYSE: ACCO), är ett amerikanskt bolag som specialiserar sig på att sälja– och leverera märkeskontorsprodukter till kommersiella kunder. Bolaget bildades 2005 när Fortune Brands valde att avknoppa sin division ACCO World i förmån för att den skulle fusioneras med General Binding Corporation.